# Gypona villica
Gypona villica är en insektsart som beskrevs av Delong och Freytag 1964. Gypona villica ingår i släktet Gypona och familjen dvärgstritar. Inga underarter finns listade i Catalogue of Life.